# Cremosperma castroanum
Cremosperma castroanum är en tvåhjärtbladig växtart som beskrevs av Conrad Vernon Morton. Cremosperma castroanum ingår i släktet Cremosperma och familjen Gesneriaceae. Inga underarter finns listade i Catalogue of Life.